# S-1
In crittografia la sigla S-1 identifica un cifrario a blocchi il cui codice sorgente è stato pubblicato su Usenet l'11 agosto 1995.
Le analisi successive alla sua pubblicazione pubblicate da David Wagner lo hanno identificato come bufala. Si pensa però che l'S-1 sia stato un tentativo (fallito) di ingegneria inversa dello Skipjack, un cifrario che a quel tempo era coperto da segreto militare. Nel 1998, anno in cui è stato declassificato lo Skipjack, si è visto come il suo codice sia totalmente differente da quello dell'S-1.